# Lubāna
Lubāna (ryska: Лубана) är en kommunhuvudort i Lettland.   Den ligger i kommunen Lubānas novads, i den östra delen av landet, 160 km öster om huvudstaden Riga. Lubāna ligger 94 meter över havet och antalet invånare är 1 918.
Terrängen runt Lubāna är mycket platt. Runt Lubāna är det mycket glesbefolkat, med 7 invånare per kvadratkilometer. Lubāna är det största samhället i trakten. I omgivningarna runt Lubāna växer i huvudsak blandskog.